# Cal Calveres
Cal Calveres és una masia del municipi de Viver i Serrateix (Berguedà) inclosa en l'Inventari del Patrimoni Arquitectònic de Catalunya.

## Descripció
És una masia orientada al sud del tipus II segons la classificació de J. Danés, amb la teulada a doble vessant i el carener perpendicular a la façana. Consta de tres plantes i presenta una ordenació simètrica dels elements. Ha estat ampliada pel sector est de la façana principal.
L'edifici fou construït el 1846 segons consta en una pedra sobre un finestral.